# Lophocochlias
Lophocochlias is een geslacht van weekdieren uit de klasse van de Gastropoda (slakken).

## Soorten
- Lophocochlias minutissimus (Pilsbry, 1921)
- Lophocochlias oblongus Lozouet, 2011 †
- Lophocochlias parvissimus (Hedley, 1899)
- Lophocochlias paucicarinatus Ladd, 1966 †
- Lophocochlias procerus Rubio & Rolán, 2015
- Lophocochlias stampinensis Lozouet, 2011 †